# Вяжищи (Новгородский район)
Вяжи́щи — деревня в Новгородском муниципальном районе Новгородской области, относится к Ермолинскому сельскому поселению.
Деревня расположена к северо-западу от Великого Новгорода, в верховье реки Веряжа. Рядом, к северу от Вяжищ — соседняя деревня Болотная.

## История
До апреля 2014 года деревня входила в состав ныне упразднённого Сырковского сельского поселения.

## Население
Численность постоянного населения на 1 января 2012 года — 103 человека.
| 2010 |
| ---- |
| 110  |

## Транспорт
Деревня связана с областным центром автодорогой Новгород — Болотная, по которой через деревню до Болотной следует пригородный автобусный маршрут № 123. К востоку от деревни проходят пути железнодорожной линии Новгород-на-Волхове — Новолисино — Санкт-Петербург-Витебский Октябрьской железной дороги, на которой неподалёку от деревни находится станция Вяжище.

## Достопримечательности
Близ деревни Вяжищи — Николо-Вяжищский ставропигиальный женский монастырь Русской Православной Церкви.

## Социально-значимые объекты
В деревне действует филиал МУК «Борковский межпоселенческий Центр народного творчества и досуга»: Вяжищский Центр досуга.

## Экология
Вяжищи расположены неподалёку от потенциально опасных в части экологии производственных объектов — близ деревни Болотная в начале 2000-х годов был построен Новгородский Металлургический завод по производству катодной меди, также к востоку от деревни, за железнодорожными путями находится территория крупнейшего предприятия области — химического гиганта ОАО «Акрон».